# Acmaeodera obtusa
Acmaeodera obtusa är en skalbaggsart som beskrevs av Horn 1878. Acmaeodera obtusa ingår i släktet Acmaeodera och familjen praktbaggar. Inga underarter finns listade i Catalogue of Life.